# Philibert Tsiranana

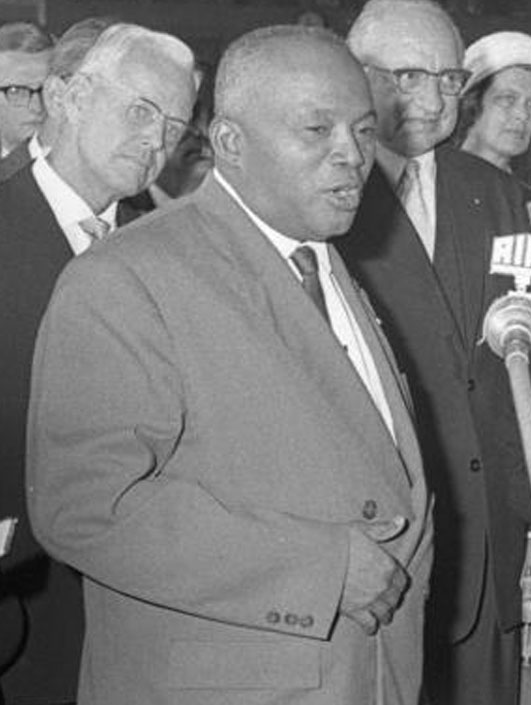
Philibert Tsirana bij een staatsbezoek aan Duitsland, in Berlijn-Tempelhof

Philibert Tsiranana (Ambarikorano, 18 oktober 1912 - Antananarivo, 16 april 1978) was een Malagassisch politicus en de eerste president van Madagaskar.
Tsiranana was afkomstig uit de noordelijke kuststreek (Majunga) van Madagaskar en studeerde van 1946 tot 1950 in Frankrijk aan de Universiteit van Montpellier. Sinds 1946 was hij actief in de politiek. Geïnspireerd door het christensocialisme werd hij socialist. Na zijn studie keerde hij terug naar Madagaskar en werkte daar als leraar aan een technische school. In de jaren vijftig werd hij in de provincieraad van Majunga gekozen en later in de nationale raad van Madagaskar.
In 1955 werd Tsiranana in de Franse Nationale Vergadering gekozen en sloot hij zich aan bij de socialistische SFIO-fractie. In 1956 richtte hij de Parti Social Démocratique du Madagascar (PSD) op. Een jaar later werd hij vicepresident van de regeringsraad van Madagaskar en in 1958 premier.
In oktober 1958 verkreeg Madagaskar een autonome status binnen de Franse Gemeenschap en een jaar later werd Tsiranana tot president van de autonome Republiek Madagaskar gekozen. In 1960 werd hij president van de onafhankelijke republiek. Tsiranana, die zeer pro-Frans en prowesters was, bleef zeer nauwe betrekkingen onderhouden met Frankrijk. Hij stond een verwestering van Madagaskar voor. In zijn eerste jaren als president versterkte hij zijn eigen positie en die van zijn PSD. In 1965 werd Tsiranana herkozen.
Het tweede deel van zijn ambtsperiode stond in het teken van voortdurende studentenopstanden tegen zijn regime, dat met de jaren steeds corrupter was geworden. Zijn toenadering tot Zuid-Afrika, waar het apartheidsregime aan de macht was, stuitte op onbegrip onder zowel de Malagassiërs als onder de meeste Afrikanen van het vasteland.
In 1970 was Tsiranana enige maanden uit de running wegens ziekte. In 1971 werd een tegen hem gericht links complot ontdekt. Tsiranana beschuldigde de Volksrepubliek China en de Sovjet-Unie van het steunen van de linkse Malagassische verzetsbeweging MONIMA. Nadat Tsiranana eind 1971 de grondwet had laten veranderen waardoor hij een sterkere positie kreeg, braken er studentenrellen uit en volgden er stakingen. Via gemanipuleerde verkiezingen liet Tsiranana zich in januari 1972 nog als president herkiezen. De rellen hielden echter aan. Om een burgeroorlog te voorkomen droeg de president in mei 1972 de macht over aan generaal Gabriel Ramanantsoa. Zelf trad Tsiranana af als president in oktober 1972 nadat de bevolking met een grote meerderheid instemde met de nieuwe, voorlopige grondwet voorgesteld door premier Ramanantsoa.
Bij de verkiezingen van 1973 leed Tsiranana's PSD een enorme nederlaag. Tsiranana trok zich vervolgens uit de politiek terug.